# Hypericum hypericoides
Hypericum hypericoides är en johannesörtsväxtart. Hypericum hypericoides ingår i släktet johannesörter, och familjen johannesörtsväxter.

## Underarter
Arten delas in i följande underarter:
- H. h. hypericoides
- H. h. multicaule
- H. h. prostratum

## Bildgalleri

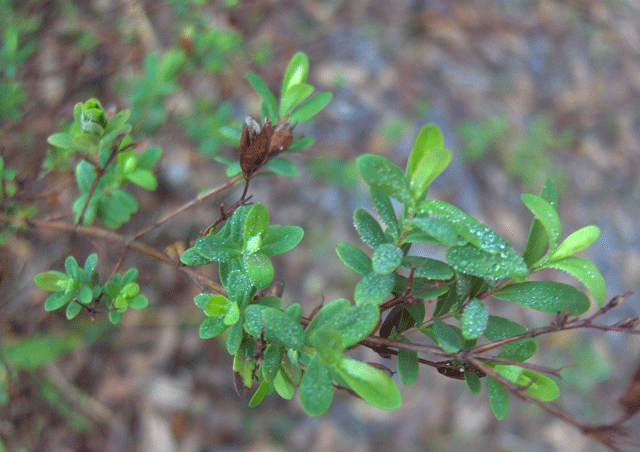
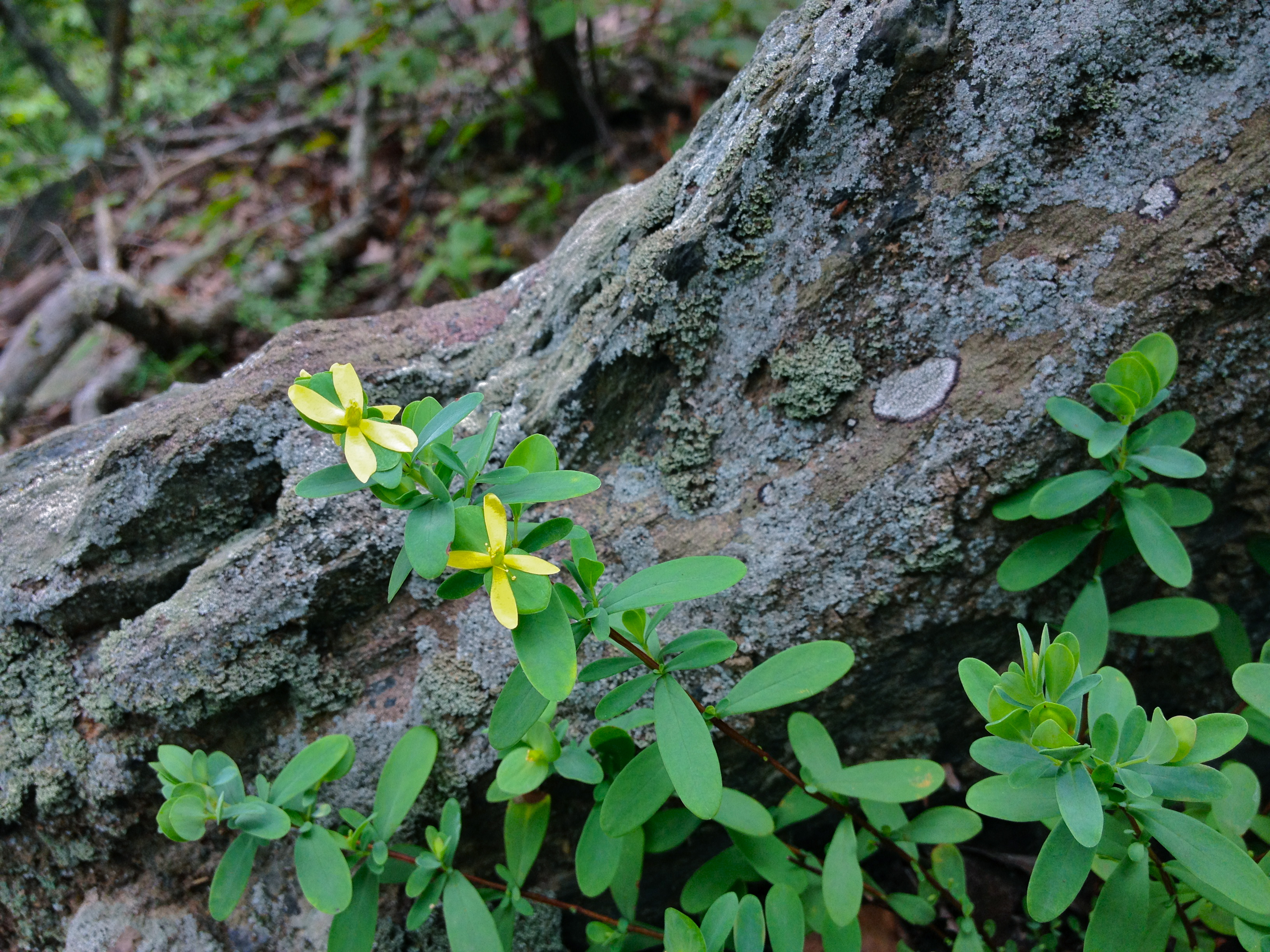
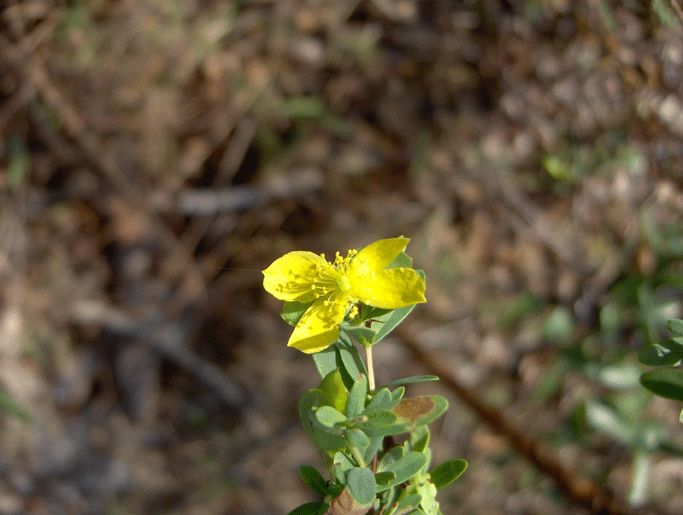
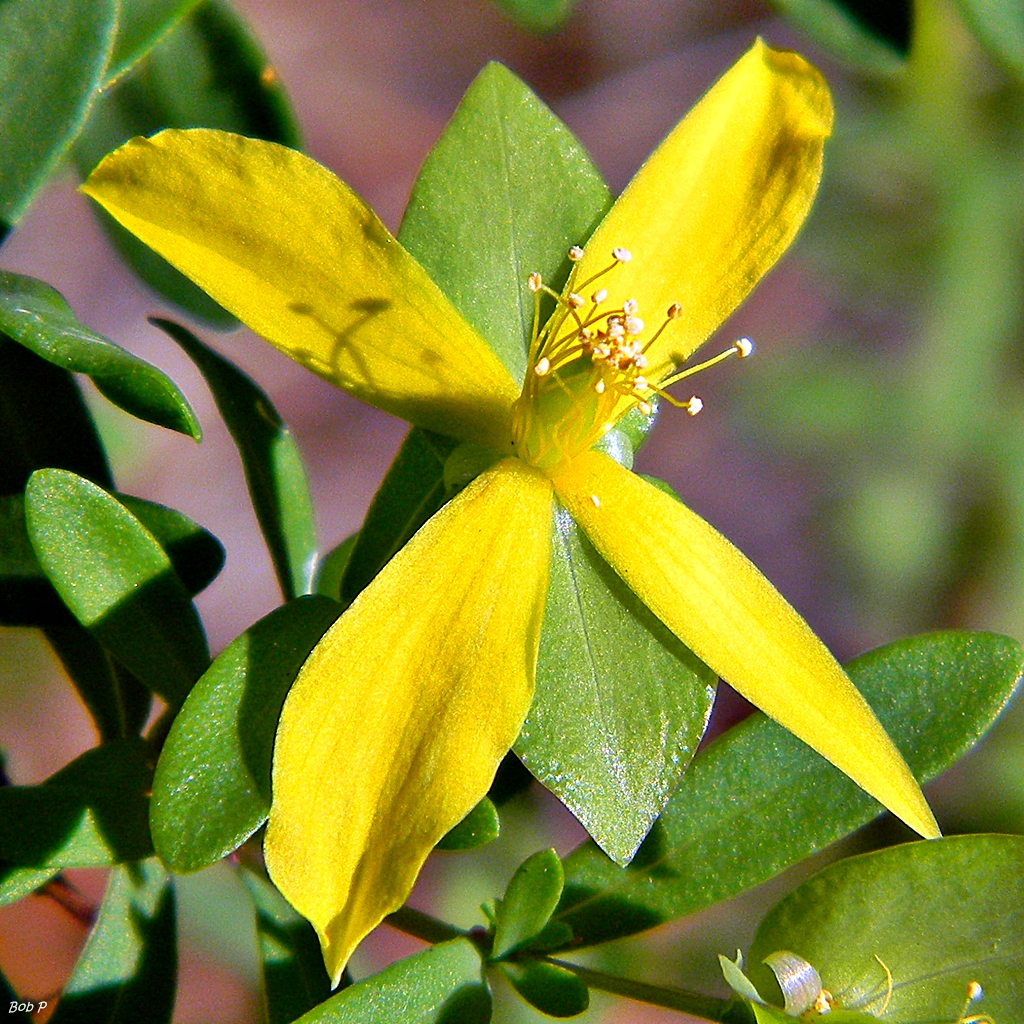